# Victor Frostig
Victor Frostig (hebr. ‏ויקטור פרוסטיג‎) (ur. 1949 w Polsce) – izraelski artysta plastyk i projektant przemysłowy pochodzący z Polski.

## Życiorys
Urodził się w 1949 w Polsce, rok później emigrował z rodziną do Izraela. W latach 1970–1974 studiował na Akademii Sztuk Pięknych i Wzornictwa Besaleela, w 1975 wyjechał do Stanów Zjednoczonych. Przez dwa lata studiował w Pratt Institute w Nowym Jorku, a następnie powrócił do Izraela, gdzie był przez rok freelancerem. Od 1978 przez rok wykładał na Wydziale Ceramiki w Akademii Besaleela, w latach 1980-1981 odbył studia podyplomowe w Uniwersytecie Hebrajskim z zakresu komunikacji międzyludzkiej. W 1988 został dyrektorem wydziału projektowego w Centrum Edukacji Technologicznej w Holon, od 1994 jest kuratorem ds. designu w Muzeum Sztuki Izraela.
Victor Frostig przez wiele lat był niezależnym projektantem, pracował w różnorodnych dziedzinach sztuki, co wiązało z nieustannym poszukiwaniem nowych wyzwań i zainteresowań. Przez pewien czas współpracował z izraelskimi producentami napojów: Tempo Beer Industries Ltd., Yapaura Tabori Ltd. i Carmel Mizrahi Ltd. W innym okresie specjalizował się w systemach informacji architektonicznej i współpracował z Uniwersytetem w Tel Awiwie, Holon Institute of Technology, projektował na rzecz administracji lokalnych oraz urządzał budynki spółek handlowych. Później przeniósł się do budowania identyfikacji wizualnej dla firm handlowych. Zaangażował się również w przedsiębiorczość, zakładając dwie firmy, jedną z zakresu ekologii, rolnictwa miejskiego, a drugą z zakresu projektowania zabawek edukacyjnych dla małych dzieci. Jest autorem podręczników i skryptów akademickich, a także artykułów dla czasopism branżowych i przemówień na konferencje naukowe.